# Іванченко Микола Миколайович
Микола Миколайович Іванченко (25 листопада (07 грудня) 1883, Кишинів — 1943, Чернігів) — юрист і бібліотекознавець.

## Біографія
Походив з родини вчителя. Навчався у Другій Кишинівській гімназії, потім перейшов до Шостої Петербурзької класичної гімназії, яку закінчив 1902 року. Далі навчався на юридичному факультеті Паризького університету, у 1902—1903 роках у Вищій школі соціальних наук у Парижі. Під час навчання в Парижі був членом правління Публічної бібліотеки ім. І. С. Тургенєва. Потім вчився у Московському університеті: у 1903—1905 роках на історико-філологічному, а 1905 року — на юридичному. Був заарештований кілька разів через членство в студентських есерських організаціях.
У 1910—1913 роках працював у Санкт-Петербурзі в тарифному відділенні страхового товариства на посадах статистика, тарифознавця та юристонсульта. У 1913 році був співробітником Особливої комісії з питань пожежного законодавства, яку очолював сенатор Михайло Остроградський. Того ж 1913 року закінчив юридичний факультет Харківського університету, за іншими даними — Санкт-Петербурзького університету.
У 1914—1918 роках був помічником присяжного повіреного М. Ю. Козловського, який працював у присяжній адвокатурі Петроградської судової палати. 1915 року працював у Комісії оптової юридичної консультації. Навесні 1918 році приїхав до Києва для перемовин про єдину тарифну політику та залишився там. Тут він упродовж 1918—1919 років був головою Київського комітету страхових товариств. Потім працював у Головній управі Українського Червоного Хреста: консультантом у видавничій справі, членом управи, керуючим справами. З 1920 року був помічником секретаря Молочарсоюзу.
З 4 січня 1921 року Іванченко працював у Всенародній бібліотеці України. Спочатку був на посаді молодшого бібліотекаря лабораторії, потім — завідувача довідковим відділом. З 1 лютого 1928 року був призначений ученим секретарем Всенародної бібліотеки. Паралельно з 1923 року працював у Українському науковому інституті книгознавства бібліографом, а протягом 1924—1928 років — ученим секретарем. В інституті книгознавства працював у комісіях та редагував часопис «Бібліологічні вісті». З лютого 1928 року був також членом-секретарем Президії Науково-дослідна комісії бібліотекознавства та бібліографії Всенародної бібліотеки, а також членом її Колегії керівників аспірантів і редакції журналу «Журнал бібліотекознавства та бібліографії». Входив до складу Гебраїстичної комісії ВУАН, Семінтологічної секції Всеукраїнської наукової асоціації сходознавства, Російського бібліографічного товариства, Ленінградського товариства бібліофілів, Українського бібліологічного товариства.
Брав участь у з'їзді «Русской группы международного союза криминалистов» 1914 року. Також був делегатом низки бібліографічних конференцій:
- І Бібліографічний з'їзд (Москва, 1924)
- І Конференція наукових бібліотек (Москва, 1924)
- ІІ Бібліографічний з'їзд (Москва, 1926)
- ІІ Конференція наукових бібліотек (Ленінград, 1926)
- Конференція наукових бібліотек (Київ, 1926)

30 грудня 1930 року Іванченка заарештували, а в жовтні 1931 року засудили до 5 років концентраційних таборів за участь у контрреволюційній масонській організації. Покарання відбував у Хабаровську. 1989 року реабілітований посмертно за відсутністю складу злочину.
Після звільнення мешкав у Чернігові. Загинув під час радянсько-німецької війни

## Наукові праці
- Петроградський інститут книгознавства // Бібліол. вісті. — 1923. — No 3. — С. 48–50
- Міжнародний Бібліографічний інститут // Там само. — No 4
- УНІК // Там само. — 1925. — No 1/2. — С. 142—145
- Перший Бібліографічний з'їзд у Москві // Там само. — С. 146—150
- Перша конференція наукових бібліотек // Там само. — С. 168—170;
- А. Є. Калішевський (некролог) // Там само. — С. 189—190;
- IV Міжнародний бібліологічний з'їзд в Празі // Там само. — 1926. — No 3. — С. 80–82;
- ІІ Всеросійський бібліографічний з'їзд в Москві. — Там само. — No 4. — С. 80–82;
- Друга конференція наукових бібліотек в Ленінграді // Там само. — С. 100—104;
- Українське товариство прихильників книги у Празі // Там само. — 1927. — No 2. — С. 105—106
- Перший пленум бібліографічної комісії УАН // Там само. — С. 108—109
- Третя Всесоюзна нарада книжкових палат // Там само. — С. 109—112;
- Конференція Американської бібл. асоціації // Там само. — No 3;
- Маслов С. І. (біогр. нарис) // Сергій Маслов. 1902—1927 : зб. на пошану Маслову / УНІК. — К., 1927
- VI Міжнародна бібліографічна конференція // Журн. бібліотекознав. та бібліогр. — 1928. — No 2. — С. 108—109;
- Науково-дослідна комісія бібліотекознавства та бібліографії ВБУ // Там само. — С. 123—125;
- Всенародна бібліотека України при УАН за 1927/28 р. // Там само. — 1929. — Ч. 3. — С. 107—110
- Науково-дослідна комісія бібліотекознавства та бібліографії ВБУ // Там само. — 1930. — No 4. — С. 93–94;
- Систематичний каталог видань Всеукраїнської АН. 1918—1929 / склали М. М. Іванченко, Я. І. Стешенко. — К., 1930; перевид.: Чикаго, 1966);
- Міжнародний Бібліографічний інститут. — ІР НБУВ, ф. 47, No 321, арк. 45–55;
- А. Є. Калішевський. — ІР НБУВ, ф. 47, No 323, арк. 236—240